# 찐뚜이
찐뚜이(베트남어: Trịnh Tuy / 鄭綏 정수, ? ~ 1524년)는 대월 후 레 왕조의 장수이다.

## 생애
찐뚜이는 후 레 왕조의 개국공신 찐칵푹(鄭克復)의 후손이자 찐주이산과 찐주이다이의 조카로, 영흥후(永興侯)에 봉해졌다.
1516년, 쩐까오가 반란을 일으켜 탕롱을 공격해 함락하자 평부후(平富侯) 응우옌반르(阮文慮)와 찐뚜이는 수군과 보군을 거느리고 탕롱을 수복하였다. 쩐까오가 탕롱에서 축출된 이후 찐뚜이는 그 공로로 점차 세력이 강대해졌고, 안화후(安和侯) 응우옌호앙주와 함께 조정의 정권을 장악하였다. 찐뚜이는 대라성(大羅城) 밖에, 응우옌호앙주는 동하방(東河坊)에 병사를 주둔시켰다. 오래지 않아 두 사람 사이에 틈이 생기자 응우옌호앙주의 일당이었던 응우옌반르는 레 소종에게 찐뚜이와 찐주이다이가 모반하려 한다고 고발하였다. 소종은 찐주이다이를 즉시 살해하였고, 이에 찐뚜이는 응우옌호앙주와 탕롱에서 크게 전투를 벌였다. 찐뚜이는 패하고 청화로 달아났다. 이때 철산백(鐵山伯) 쩐쩐이 찐뚜이가 축출된 것을 알고 바로 병사를 이끌고 응우옌호앙주를 공격해 그 역시 탕롱에서 축출한 후 스스로 정권을 장악하였다.
1518년, 쩐쩐이 전횡을 일삼자 소종은 쩐쩐을 궁으로 불러들여 살해하였다. 그의 잔당이 난을 일으키자 소종은 무천백(武川伯) 막당중을 불러 탕롱에 들어와 난을 진압하게 했다. 이후 막당중도 권력을 전횡하자 소종은 이를 참지 못하고 즉시 청화에 있는 찐뚜이와 비밀리에 협약을 맺었다.
1522년, 소종이 막당중에게서 벗어나 산서(山西) 명의현(明義縣)의 몽산(夢山)으로 달아났고, 각지의 호걸들을 불러 호응하도록 하였다. 소종이 서너번이나 찐뚜이를 불러 어가를 영접하라고 하였으나 찐뚜이는 오지 않았고, 소종은 환관 팜디엔(范田)의 참언을 믿고서 찐뚜이의 부장 응우옌박끼(阮伯紀)를 죽였다. 찐뚜이는 크게 노하여 병사를 보내 소종을 청화로 잡아왔다.
1523년, 막당중이 탕롱에서 소종을 폐하여 타양왕(陀陽王)에 봉한다고 선포하였고, 산동후(山東侯) 막꾸옛(莫厥), 경계후(瓊溪侯) 부호(武護), 양천후(陽川侯) 부니으꾸에(武如桂) 등을 보내 청화를 공격해 찐뚜이를 크게 격파하고 사로잡았다.
1524년, 막당중은 찐뚜이를 살해하였고, 1525년엔 그의 잔당을 완전히 평정하였다.